# 季霍維日
51°40′0″N 25°47′43″E / 51.66667°N 25.79528°E
季霍維日（烏克蘭語：Тиховиж），是烏克蘭西北部的村莊，隸屬里夫內州的瓦拉什區。該村始建於1882年，面積25.6平方公里，海拔高度154米，2001年人口352，人口密度每平方公里13.8人。